# Katarina Witt
Katarina Witt (ur. 3 grudnia 1965 w West-Staaken, Falkensee) – niemiecka łyżwiarka figurowa, startująca w konkurencji solistek. Dwukrotna mistrzyni olimpijska z Sarajewa (1984) i Calgary (1988), uczestniczka igrzysk olimpijskich (1994), 4-krotna mistrzyni świata (1984, 1985, 1987, 1988), 6-krotna mistrzyni Europy (1983–1988) oraz 8-krotna mistrzyni NRD. Ostatecznie zakończyła karierę amatorską w 1994 roku.

## Kariera sportowa

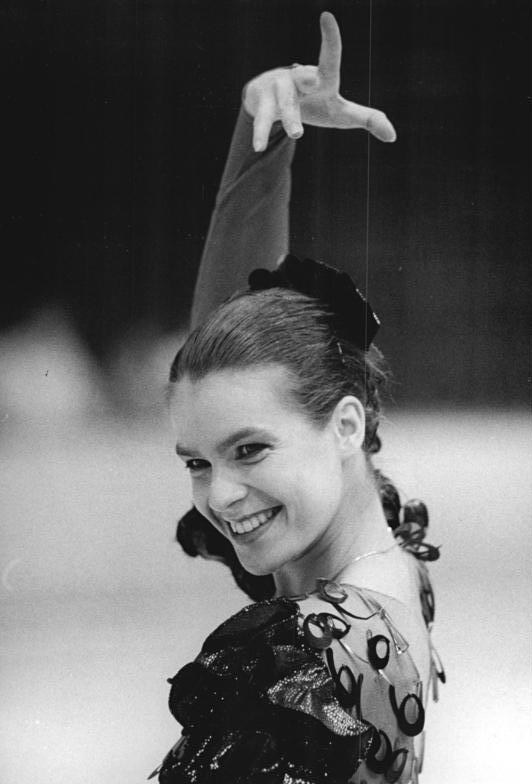
Witt na igrzyskach olimpijskich 1988 w słynnym programie Carmen

Dwukrotna złota medalistka igrzysk olimpijskich w 1984 i 1988 roku. Cztery razy zdobyła tytuł mistrzyni świata: w latach 1984, 1985, 1987 i 1988, oraz sześciokrotnie mistrzostwo Europy. Po sezonie zimowym 1987/88 przeszła na zawodowstwo, a do amatorskiego uprawiania łyżwiarstwa figurowego powróciła na krótko na sezon olimpijski 1993/1994, startując w mistrzostwach Europy i na igrzyskach olimpijskich, ale bez większych sukcesów. 
W 1984 roku została odznaczona Złotym Orderem Zasług dla Ojczyzny, a w 1988 odznakę honorową do tego orderu..

## Osiągnięcia
| Zawody                     | 78–79          | 79–80          | 80–81          | 81–82          | 82–83          | 83–84          | 84–85          | 85–86          | 86–87          | 87–88          | 93–94          |                |                |                |                |                |                |
| Międzynarodowe             | Międzynarodowe | Międzynarodowe | Międzynarodowe | Międzynarodowe | Międzynarodowe | Międzynarodowe | Międzynarodowe | Międzynarodowe | Międzynarodowe | Międzynarodowe | Międzynarodowe | Międzynarodowe | Międzynarodowe | Międzynarodowe | Międzynarodowe | Międzynarodowe | Międzynarodowe |
| -------------------------- | -------------- | -------------- | -------------- | -------------- | -------------- | -------------- | -------------- | -------------- | -------------- | -------------- | -------------- | -------------- | -------------- | -------------- | -------------- | -------------- | -------------- |
| Igrzyska olimpijskie       |                |                |                |                |                | 1              |                |                |                | 1              | 7              |                |                |                |                |                |                |
| Mistrzostwa świata         |                | 10             | 5              | 2              | 4              | 1              | 1              | 2              | 1              | 1              |                |                |                |                |                |                |                |
| Mistrzostwa Europy         | 14             | 13             | 5              | 2              | 1              | 1              | 1              | 1              | 1              | 1              | 8              |                |                |                |                |                |                |
| NHK Trophy                 |                |                | 2              |                | 1              |                |                |                |                |                |                |                |                |                |                |                |                |
| Skate Canada International |                |                |                |                |                | 1              |                |                |                |                |                |                |                |                |                |                |                |
| Ennia Challenge Cup        |                |                | 2              | 1              |                | 1              |                |                |                |                |                |                |                |                |                |                |                |
| Blue Swords                | 1              | 2              |                | 1              |                |                |                |                |                |                |                |                |                |                |                |                |                |
| Golden Spin of Zagreb      | 3              |                |                |                |                |                |                |                |                |                |                |                |                |                |                |                |                |
| Krajowe                    |                |                |                |                |                |                |                |                |                |                |                |                |                |                |                |                |                |
| Mistrzostwa Niemiec        |                |                |                |                |                |                |                |                |                |                | 2              |                |                |                |                |                |                |
| Mistrzostwa NRD            | 3              | 2              | 1              | 1              | 1              | 1              | 1              | 1              | 1              | 1              |                |                |                |                |                |                |                |

## Telewizja
W 1990 roku Witt zagrała w telewizyjnej ekranizacji na lodzie opery Carmen. W polskiej telewizji 23 maja 2008 roku była gościem specjalnym finału 2. edycji programu Gwiazdy tańczą na lodzie, zasiadając w jury. Witt pracowała także jako telewizyjna komentatorka sportowa.

## Filmografia
- 2013: Katarina Witt – najpiękniejsza twarz komunizmu (The Diplomat) - ona sama
- 2009: Mullewapp - Das große Kinoabenteuer der Freunde – Marilyn (głos)
- 2000: V.I.P., odc. New Val'd Order – Greta Krantz
- 1999: Nikola, odc. Jugendsünden
- 1998: Ronin – Natacha Kirilova
- 1997–1998: Arli$$, odcinki What Would I Do Without Wu? i Arliss Michaels, American – ona sama
- 1997: Wszyscy kochają Raymonda (Everybody Loves Raymond), odc. Recovering Pessimist – ona sama
- 1996: Frasier, odc. High Crane Drifter – Brenda (głos)
- 1996: Jerry Maguire – ona sama
- 1995: Die Eisprinzessin – Ella
- 1994: Greatest Hits on Ice – macocha
- 1990: Carmen (Carmen on Ice) – Carmen

## Nagrody i odznaczenia
- Światowa Galeria Sławy Łyżwiarstwa Figurowego – 1995[4]
- Złoty Order Zasługi dla Ojczyzny – 1984